# Silt-out
Als Silt-out bezeichnet man eine Gefahrensituation beim Tauchen, bei der die Sichtweite unter Wasser innerhalb von wenigen Sekunden auf null reduziert wird. Das Problem tritt besonders oft beim Wrack- und Höhlentauchen auf.

## Ursachen

### Aufwirbeln von Sediment
Hauptursache des sogenannten Silt-outs ist das Aufwirbeln von Sediment durch den Flossenschlag der Taucher. Dieses Risiko besteht besonders im Inneren von Unterwasserhöhlen oder bei stillen, tiefen Gewässern, da sich durch die fehlende Strömung hier besonders viel loses Sediment ablagert. 

### Perkolation
Ein weiterer häufiger Grund für ein Silt-out ist die sogenannte Perkolation, d. h. die spontane Ablösung von Teilen der Höhlendecke durch Wassereinsickerung von oben oder durch die Ansammlung von Luftblasen der Ausatemluft im Inneren der Höhle. Die Teile, die hiervon auf die Wasseroberfläche fallen, lösen sich blitzschnell im Wasser und die abgelösten Schwebstoffe können schnell zu einer extremen Verschlechterung der Sichtverhältnisse innerhalb der Höhle führen. 

### Ablösen von Rostpartikeln
Gerade beim Eindringen in Wracks können die aufsteigenden Luftblasen der Ausatemluft dazu führen, dass sich in großen Mengen Rostpartikel vom Wrack lösen und auf die Wasseroberfläche fallen, wo sie sich großflächig verteilen und somit die Sicht binnen weniger Sekunden drastisch verschlechtern.

## Gefahren
Gerade in Höhlen und Schiffswracks besteht im Falle eines Silt-outs eine große Gefahr, sich zu verirren. Weiterhin wird die Unterwasserkommunikation der Tauchpartner untereinander, die in der Regel über Handzeichen stattfindet, schlagartig unmöglich. Das Tauchen bei Nullsicht ist auch eine enorme physische und psychische Belastung, da Orientierungsverlust bei vielen Menschen zu Panikzuständen, Angst und somit auch zu einem deutlich höheren Luftverbrauch führt.  

## Sicherheitsmaßnahmen

### Psychische Verfassung
Neben den minimalen Anforderungen zum Sporttauchen, die durch die medizinische Tauchtauglichkeit festgelegt werden, sollten insbesondere Wrack- und Höhlentaucher über eine gefestigte Persönlichkeit, körperliche Fitness und innere Gelassenheit verfügen. Nur wer in der Lage ist, auch in schwierigen bzw. lebensbedrohlichen Situationen die Kontrolle über das Geschehen zu behalten, wird Notsituationen wie diese unter Wasser souverän meistern, ohne durch aufkommende Panik sich und seinen Buddy in Lebensgefahr zu bringen.

### Tauchausbildung
Wichtigste Maßnahme zur Vermeidung von Silt-outs ist eine fundierte Ausbildung. Hier ist besonders der sogenannte Frog-Kick zu nennen, bei dem der Taucher mit seinen Flossen wie ein Frosch zu den Seiten tritt, um Wasserverwirbelungen in Richtung Grund zu vermeiden. Auch haben die verschiedenen Tauchsportverbände in den letzten Jahren im Rahmen ihrer Speciality-Kurse zahlreiche Übungen entwickelt, um den Tauchschülern das Tauchen bei Nullsicht näherzubringen. Hierzu zählen, neben dem Tauchen mit verdunkelter Maske, diverse Orientierungs- und Partnerübungen, sowie eine Vielzahl an theoretischem Wissen.

### Ausrüstung
Standard im Höhlen- und Wracktauchen ist es, den Weg zum Ausgang mit Hilfe einer durchgehenden Führungsleine zu markieren, die der Taucher selbst von einer Rolle abrollt und an markanten Abzweigungen befestigt. In viel betauchten Wracks oder Höhlen sind häufig bereits Führungsleinen durch örtliche Tauchbasen fest angelegt. Weiterhin gehört zur Grundausrüstung von Höhlen- und Wracktauchern immer eine Taschenlampe, um im Falle eines Silt-outs eine geeignete Kommunikation aufrechterhalten zu können.